# سمكة فضية
السمكة الفضية أو سمك السنغال (باللاتينية: Raiamas senegalensis) هو نوع من الشبوطيات في جنس رايامس من غرب إفريقيا شرقًا إلى نهر النيل. يوجد في بعض الأحيان في تجارة أحواض أسماك الزينة.

## وصف
يحتوي السمك الفضي على أحد عشر شعاعًا ناعمًا ظهريًا و 16 شعاعًا ناعمًا شرجيًا. وعادة ما يتم تعليمها على أقل من 15 شريطًا رأسيًا على جوانبها وبقعة مستديرة على السويقة الذيلية. لون الخلفية فضي مع ظهر أخضر رمادي، وتقل الأعمدة العمودية على الجسم الحجم باتجاه الرأس. الطول الإجمالي الأقصى هو 245 مم. ليس بالسمكة مثنوية الشكل الجنسية.

## توزيع جغرافي
توجد السمكة في غرب أفريقيا وفي أقصى الشرق في حوض النيل. توجد في أحواض النيل وبحيرة تشاد والنيجر وغامبيا والسنغال وفولتا والأحواض الساحلية في ساساندرا وبانداما وكوميه وتانو وبرا وأويمي وأوغون وساناغا، والتي يبدو أنها تمثل الحد التوزيعي الجنوبي؛ وهي أيضا معروفه في نهر كروس في الكاميرون. وهذا يعني أن البلدان التي تم تسجيل هذا النوع فيها هي بنين وبوركينا فاسو والكاميرون وجمهورية أفريقيا الوسطى وتشاد ومصر وإثيوبيا وغامبيا وغانا وغينيا وساحل العاج ومالي والنيجر ونيجيريا والسنغال والسودان وتوغو.

## الموائل والبيئة
هذه السمكة تعيش في قاع المياه العذبة. تفترس السمكة العوالق غير الحشرية خلال النهار ولكنها تفترس العوالق الحشرية في الليل.

## استخدام بشري
تستخدم هذه السمكة في تجارة أحواض سمك الزينة.

## حماية من الإنقراض
تنتشر السمكة على نطاق واسع، ولا توجد لها تهديدات كبيرة معروفة على نطاق واسع، لذلك فهي مدرجة على أنها غير مهددة بالإنقراض.